# تاریخ اسلام کمبریج
تاریخ اسلام کمبریج (به انگلیسی: Cambridge History of islam) در ۴ جلد توسط محققین غربی در مورد رشد اسلام و چگونگی ریشه گرفتن آن در خاورمیانه می‌پردازد. ویراستاران ارشد همه مجلدات پیتر مالکوم هولت، آن لمبتون و برنارد لوئیس هستند و تاریخ انتشار آن ۱۹۷۷ است.
- جلد 1A- سرزمین‌های مرکزی اسلامی از دوران پیش از اسلام تا جنگ جهانی اول
- جلد 1B- سرزمین‌های مرکزی اسلامی از ۱۹۱۸
- جلد 2A- شبه قاره هند، جنوب شرقی آسیا، آفریقا و ممغرب اسلامی
- جلد 2B- جامعه و تمدن اسلامی